# Kanton Nantes-5
Kanton Nantes-5 (fr. Canton de Nantes-5) je francouzský kanton v departementu Loire-Atlantique v regionu Pays de la Loire. Tvoří ho pouze část města Nantes.